# 人民民主 (报纸)

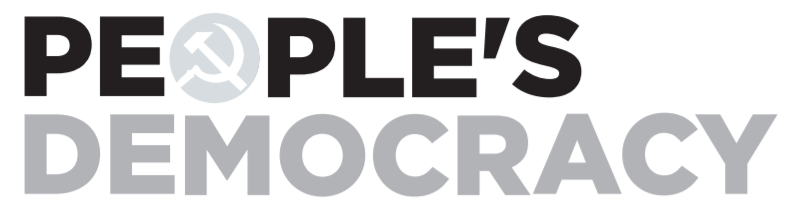
《人民民主》标志

《人民民主》（英語：People's Democracy）是印度共产党（马克思主义）出版的的英语周报，创刊于1965年，创始人是乔蒂·巴苏。目前，该报的编辑是印共（马）政治局委员普拉卡什·卡拉特。该报在新德里、加尔各答、海得拉巴、金奈、阿加尔塔拉和戈奇等6个城市发行不同的版本。